# Modlany
Modlany (en allemand : Modlan) est une commune du district de Teplice, dans la région d'Ústí nad Labem, en République tchèque. Sa population s'élevait à 1 081 habitants en 2021.

## Géographie
Modlany se trouve à 5 km à l'est de Teplice, à 12 km l'ouest d'Ústí nad Labem et à 75 km au nord-ouest de Prague.
La commune est limitée par Srbice et Krupka au nord, par Chabařovice et Řehlovice à l'est, par Rtyně nad Bílinou au sud, par Bystřany au sud-ouest et par Teplice à l'ouest.

## Histoire
La première mention écrite de la localité date de 1328.
|  |  |

## Administration
La commune se compose de 5 quartiers :
- Drahkov
- Kvítkov
- Modlany
- Suché
- Věšťany

## Transports
Par la route, Modlany se trouve à 6 km de Teplice, à 13 km d'Ústí nad Labem et à 88 km de Prague.